# Synagoga Lincoln Street w Nowym Jorku
Synagoga Lincoln Street w Nowym Jorku – jest synagoga wyznania ortodoksyjnego położoną przy ulicy 200 Amsterdam Avenue w Nowym Jorku na wyspie Manhattan.
Świątynia została założona w 1964 roku przez rabina Shlomo Riskina,  który pełni role głównego rabina synagogi do dziś.
Obecnie w synagodze są odprawiane regularnie nabożeństwa, a także kursy dla początkujących kworów modlitewnych - Minjan, które prowadzi rabin Ephraim Buchwald.
W 2013 synagoga uzyskała swój obecny budynek. 